# توني هيل (لاعب كرة قدم أمريكية)
توني هيل (بالإنجليزية: Tony Hill)‏ هو لاعب كرة قدم أمريكية أمريكي، ولد في 23 أكتوبر 1968 في أوغستا في الولايات المتحدة.

## وصلات خارجية
- توني هيل على موقع مرجع كرة القدم المحترفة.كوم (الإنجليزية)
- توني هيل على موقع JustSportsStats.com (الإنجليزية)